# Hanni Rehborn
Ne doit pas être confondu avec Anni Rehborn.
Hanni Rehborn née le 20 novembre 1907 à Bochum et morte le 30 novembre 1987 à Essen, est une plongeuse allemande.

## Biographie

### Famille
Hanni Rehborn est la fille de Julius Rehborn et de Anna Voss.
Son frère aîné, Julius, est un plongeur olympique et sa sœur, Anni Rehborn, est une nageuse olympique qui se mariera au médecin nazi Karl Brandt.

### Carrière sportive
Hanni Rehborn termine sixième dans l' épreuve de haut-vol à 10 mètres aux Jeux olympiques d'été de 1928. Elle termine troisième sur plongeon à 3 mètres lors des championnats d'Europe de natation de 1927 à Bologne.